# Emilio Limón
Emilio Limón (sinh ngày 4 tháng 12 năm 1988) là một cầu thủ bóng đá người Suriname thi đấu ở vị trí tiền vệ cho Robinhood.

## Sự nghiệp
Limón bắt đầu sự nghiệp năm 2007 cùng với Robinhood. Limón là một trong 8 cầu thủ từ Suriname được tập luyện với đội bóng Anh Sunderland vào tháng 3 năm 2008.
Limón ra mắt quốc tế vào tháng 6 năm 2008, và made a total of 7 World Cup Qualifying appearances that year.